# Endless Love (película de 2014)
Endless Love (Amor Eterno en Hispanoamérica y Más allá del amor en España) es una película estadounidense del 2014 dirigida por Shana Feste y coescrita por Feste con Joshua Safran. Está protagonizada por Alex Pettyfer, Gabriella Wilde, Bruce Greenwood, Joely Richardson, y Robert Patrick.
Fue estrenada el 14 de febrero de 2014 por Universal Studios en Estados Unidos y Reino Unido, y el 13 de febrero de 2014 en Australia.

## Argumento
La hermosa, reservada e inocente Jade Butterfield de 17 años, de 1.78 metros y bello rostro se gradua de la secundaria con una impresionante beca universitaria, pero no tuvo muchos amigos, luego de perderse una vida social a favor del estudio. David Elliot, otro estudiante graduado, ha estado enamorado de Jade por años pero no ha podido forjar una amistad con ella.
Esperando poder crear recuerdos antes del final del verano, Jade les pide a sus padres, Hugh y Anne, que le hagan una fiesta de graduación. Ella invita a toda la clase incluyendo a David, y los dos comienzan a acercarse. En la fiesta, son encontrados saliendo del armario juntos debido a que en la casa hubo un apagón temporal, para decepción de Hugh, quien le preocupa que la naturaleza impulsiva y despreocupada de David tenga un efecto en su hija mientras ella se prepara para irse a una pasantía en la escuela de medicina de Brown University.
David, que trabaja en el garaje de su padre viudo Henry Elliot, trata de complacer a Hugh arreglando el auto que una vez le perteneció al hermano de Jade, Chris, que murió de cáncer. A partir de ahí, Jade y David inician una relación y al darse cuenta de sus fuertes sentimientos deciden aprovechar al máximo los 10 días que le quedan a Jade en casa dejando atrás su inocencia. Cuando Jade vuelve luego a su casa después de un concierto, decide rechazar la pasantía y pasar el resto del verano con David, enfureciendo a Hugh. Días después, Jade y su familia visitan su casa en el lago y ella invita a David, que es bienvenido por todos menos Hugh, pero Anne lo convence de tener un aparente cambio de corazón quien reconoce que Jade es realmente feliz por primera vez desde la muerte de Chris. Más tarde, Hugh también se impresiona cuando David decide aplicar para la universidad, con ayuda de una carta de recomendación de Anne para poder reforzar su admisión. 
Una noche, David es testigo de como Hugh engaña a Anne con otra mujer llamada Dawn Besser, que además de ser su colega en el hospital donde trabaja, fue la que le consiguió la pasantía de Jade. A la mañana siguiente, Hugh intimida a David para que no diga nada sobre la infidelidad. Esa tarde, David y Jade se encuentran con sus amigos y junto con Keith, el hermano menor de Jade y su novia Sabine, se cuelan a un zoológico local para una noche de diversión. Mientras todos están en un carrusel, Jenny, la celosa exnovia de David, llama a la policía y cuando llegan, David se entrega para que los otros puedan escapar. Esa noche, Hugh coincide en pagar la fianza de David pero a cambio de que Jade vaya a la pasantía como se planeó y de paso el le muestra el expediente de David a Jade. 
Afuera de la estación de policía, Hugh confronta a David y éste lo golpea. Regresando a casa, Hugh decide que David está fuera de control y le prohíbe a Jade la posibilidad de volver a verlo. Jade huye de la casa para ver a David en un restaurante donde está almorzando con su amigo Mace. Allí, Jade ve que Jenny está al lado de David y malinterpreta la situación. Frustrada, ella se va conduciendo y es chocada por otro auto. En el hospital, Hugh le da a Harry, el padre de David, la copia de una orden de restricción para alejar a David de Jade. Ella sufre heridas leves y al salir del hospital, intenta contactar a David, pero Harry no la deja porque eso llevaría a David a la cárcel. Durante los siguientes meses, David y Jade intentan seguir adelante con sus vidas, incluyendo tener cada uno su pareja sentimental, pero ninguno es feliz.
Más tarde, David se encuentra con Anne en una librería. Ella le dice que a pesar de la tensión entre él y Hugh, ella siempre ha admirado su romance con Jade. Al rato, David logra ver a Jade en el aeropuerto cuando ella llega para las festividades de Navidad. Durante su reencuentro, la pareja reafirma su amor y David le propone a Jade mudarse con el esa misma noche, mientras Anne confronta a Hugh por su obsesión con destruir la vida de David, y de paso ella descubre que Hugh evitó que su carta de recomendación para que David ingresara a la universidad fuese enviada. 
De vuelta en casa, Keith discute con Hugh, y el resto de la familia se da cuenta de como la muerte de Chris le ha hecho mucho daño. Esa noche, Keith se va con Sabine y Anne los acompaña. Hugh luego encuentra a Jade preparándose para irse con David, que está esperandola afuera. El sale corriendo con prisa, sin percatarse de que por accidente tropezó con una vela mientras reorganizaba el cuarto de Chris. Luego él intenta golpear a David con un bate, acusándolo de haber puesto a la familia en su contra. Jade logra detener a su padre y sale en defensa de David, proclamando que no fue él sino el mismo Hugh quien hizo pedazos a su familia. Mientras el derrotado Hugh regresa adentro, un incendio ha empezado arriba en el cuarto de Chris. Cuando Jade y David salían ven la casa en llamas, por lo que David se apresura adentro para salvar a Hugh, quien intenta recoger las pertenencias de Chris. Cuando David queda inconsciente, Hugh decide abandonar las cosas de su difunto hijo y sacar a David. Mientras todos esperan afuera por atención médica, ambos finalmente ponen de lado sus diferencias.
Días después, luego de visitar la tumba de Chris, Anne y Hugh consiguen una separación amigable pero permanecen determinados a redescubrir el amor, inspirado por Jade y David. Al rato, Jade se reúne con David en el aeropuerto y vuelan a California para participar en la boda civil de Keith y Sabine. Ambas parejas celebran en la playa, donde se quedan a acampar por la noche. Acostada al lado de David, Jade afectuosamente recuerda como su primer amor, la relación que comparte con David, fue todo de una vez, el tipo de amor eterno por el que vale la pena luchar.

## Reparto
- Alex Pettyfer como David Elliot.
- Gabriella Wilde como Jade Butterfield.
- Bruce Greenwood como Hugh Butterfield.
- Joely Richardson como Anne Butterfield.
- Robert Patrick como Harry Elliot.
- Rhys Wakefield como Keith Butterfield.
- Dayo Okeniyi como Mace.
- Emma Rigby como Jenny.
- Anna Enger como Sabine.
- Patrick Johnson como Chris Butterfield.
- Alexandra Bartee como Kelly.
- Meghan Mitchell
- Sharon Conley como Dr. Edie Watanabe.
- Jesse Malinowski
- Stephanie Northrup como Dawn Besser.
- Matthew Withers como Miles.
- Sonia Rose como chica en la piscina.
- William Henry Milne como chico en la piscina.

## Producción
El rodaje comenzó en mayo de 2012 en Georgia.  Terminó en julio de 2013. Se filmaron escenas en Fayette County, Georgia.

## Estreno
El primer tráiler fue estrenada el 23 de diciembre de 2013. El 28 de febrero de 2014, a la película se la clasificó PG-13, por "contenido sexual, desnudez parcial y lenguaje."

## Recepción
En Rotten Tomatoes tiene un 15% basado en 85 críticas. En Metacritic, tiene un 30 sobre 100 basado en 32 críticas.